# 九龍巴士15線
九龍巴士15線是香港九龍的一條巴士路線，來往藍田平田邨和紅磡（紅鸞道），途經藍田、觀塘、牛頭角、九龍灣、新蒲崗、九龍城、馬頭圍、土瓜灣及紅磡。

## 歷史
- 1968年2月24日，投入服務，與13D及14線同被稱為「半直通路線」。在紅磡與馬頭角，牛頭角勵業街至藍田設置車站。
- 1982年8月8日，本線取消「半直通路線」，在勵業街至九龍城迴旋處之間加設車站。
- 1991年3月17日，配合紅磡碼頭搬遷，紅磡碼頭巴士總站遷往黃埔花園第9期對出（由於行車里數剛好超過「最高准許收費」的12公里界線，提高全程票價，當時由$2加至$2.1）。
- 1996年5月16日，增派空調巴士行走。
- 1997年6月22日，配合九龍巴士13K線改為11X線特快服務，本線增加班次及加派三軸巴士行走。
- 2003年7月6日，配合平田總站啟用而由藍田北總站遷往該處。
- 2008年3月1日，提升至全線空調服務。成為最後一條以紅磡碼頭總站的巴士路線提供全空調服務。
- 2015年9月5日：增設到站時間預報。[1]
- 2018年5月5日：往平田方向改經觀塘道行車隧道，不停觀塘站總站[2]。
- 2019年1月12日：紅磡區總站遷往紅磡（紅鸞道）公共運輸交匯處[3]。
- 2019年10月13日：往平田方向不停觀塘道「定富街」站，改停「觀塘道休憩處」。[4]

## 服務時間及班次
| 平田開           | 平田開      | 平田開       | 紅磡（紅鸞道）開 | 紅磡（紅鸞道）開 | 紅磡（紅鸞道）開 |
| 日期             | 服務時間    | 班次（分鐘） | 日期             | 服務時間         | 班次（分鐘）     |
| ---------------- | ----------- | ------------ | ---------------- | ---------------- | ---------------- |
| 星期一至五       | 05:30-05:50 | 20           | 星期一至五       | 06:10-17:55      | 15               |
| 星期一至五       | 05:50-18:05 | 15           | 星期一至五       | 17:55-19:20      | 17               |
| 星期一至五       | 18:05-20:25 | 20           | 星期一至五       | 19:20-23:40      | 20               |
| 星期一至五       | 20:25-23:45 | 25           | 星期一至五       | 23:40-00:30      | 25               |
| 星期六           | 05:30-05:50 | 20           | 星期六           | 06:10-09:10      | 20               |
| 星期六           | 05:50-16:50 | 15           | 星期六           | 09:10-12:40      | 15               |
| 星期六           | 16:50-17:50 | 12           | 星期六           | 12:40-13:40      | 12               |
| 星期六           | 17:50-19:10 | 20           | 星期六           | 13:40-15:40      | 15               |
| 星期六           | 19:10-20:10 | 15           | 星期六           | 15:40-17:40      | 12               |
| 星期六           | 20:10-20:50 | 20           | 星期六           | 17:40-22:40      | 15               |
| 星期六           | 20:50-23:45 | 25           | 星期六           | 22:40-23:40      | 20               |
|                  |             |              | 星期六           | 23:40-00:30      | 25               |
| 星期日及公眾假期 | 05:30-09:10 | 20           | 星期日及公眾假期 | 06:10-11:30      | 20               |
| 星期日及公眾假期 | 09:10-10:10 | 15           | 星期日及公眾假期 | 11:30-15:30      | 15               |
| 星期日及公眾假期 | 10:10-11:10 | 20           | 星期日及公眾假期 | 15:30-17:30      | 12               |
| 星期日及公眾假期 | 11:10-18:10 | 15           | 星期日及公眾假期 | 17:30-18:30      | 15               |
| 星期日及公眾假期 | 18:10-19:10 | 20           | 星期日及公眾假期 | 18:30-20:10      | 20               |
| 星期日及公眾假期 | 19:10-23:45 | 25           | 星期日及公眾假期 | 20:10-21:10      | 15               |
|                  |             |              | 星期日及公眾假期 | 21:10-22:50      | 20               |
| 22:50-00:30      | 25          |              | 星期日及公眾假期 |                  |                  |

## 收費
全程：$7.8
- 寶其利街往紅磡（紅鸞道）：$6.3
- 九龍灣站往平田：$6.7
- 觀塘市中心往平田：$5.2

| - 本線設有12歲以下小童及65歲或以上長者半價優惠。 - 65歲或以上香港居民使用「樂悠咭」，以及12歲以下合資格殘疾兒童使用「殘疾人士身份」個人八達通繳付車資，均可享有每程$2.0或半價（以較低者為準）的票價優惠；12至64歲合資格殘疾人士使用「殘疾人士身份」個人八達通（包括「樂悠咭」），以及60至64歲香港居民使用「樂悠咭」繳付車資，均可享有每程$2.0或全費（以較低者為準）的票價優惠。 - 65歲或以上長者如使用長者或一般個人八達通繳付車資，則只可享有半價優惠；12至64歲合資格殘疾人士如不使用「殘疾人士身份」個人八達通，以及60至64歲人士如不使用「樂悠咭」繳付車資，必須繳付全費。 - 乘客可以現金或八達通於上車時付款，不設找續。 - 每位成人乘客可免費攜帶最多兩名4歲以下而不佔座位的兒童乘客乘車，超額之4歲以下小童必須繳付小童車費乘車。 - 持有「九巴月票」之乘客在車票有效期內，每日可享最多10程任何九龍巴士及龍運巴士路線（包括本路線，以及聯營路線的九龍巴士／龍運巴士提供的班次；惟乘搭機場「A」及「NA」線則可享原價二七折優惠（不會計算每天10次合資格車程））；而B1線則每日可享最多各2程（不會計算每天10次合資格車程）。 - 九龍巴士、城巴、龍運巴士及陽光巴士全職員工及家屬（不包括外判職員）可免費乘搭本路線，惟必須拍職員或職員家屬八達通。 - 乘客亦可透過多元化電子支付系統（e度嘟）繳付車資，包括使用非接觸式VISA卡、JCB卡、萬事達卡、銀聯卡、美國運通、大來國際、Discover Card、Apple Pay、Google Pay、Samsung Pay、AlipayHK「易乘碼」、支付寶、WeChatHK／微信支付「搭車碼」、銀聯雲閃付「乘車碼」及BOC Pay「乘車碼」。乘客使用此付款方式，使用此支付方式的乘客可享有中途下車之分段收費，以及與其他九巴／龍運獨營路線或聯營線九巴／龍運班次之轉乘優惠，惟不適用於與非九巴／龍運路線之轉乘優惠，亦不能享有「公共交通費用補貼計劃」及「長者及合資格殘疾人士公共交通票價優惠計劃」。 |

### 八達通轉乘優惠
乘客登上本線巴士後150分鐘內以同一張八達通卡轉乘以下路線，或從以下路線登車後150分鐘內轉乘本線，次程可獲$4.2折扣優惠：
216M往藍田站 → 15往平田
15←→2A、6C、6D、6F、17
- 15往紅磡 → 2A、6C、6D往美孚、6F往麗閣或17往愛民邨
- 2A往樂華、6C或6F往九龍城、6D往牛頭角、或17往觀塘 → 15往平田

15←→98、98A、296A
- 15任何方向 → 98、98A或296A往將軍澳
- 98、98A或296A往九龍 → 15任何方向

## 使用車輛
現時本線使用9輛富豪B9TL 12米 (AVBWU)、3輛Enviro500 MMC 12米（3輛E5T）
| 車隊編號 | 車牌   |
| -------- | ------ |
| AVBWU226 | RE1291 |
| AVBWU267 | RJ6503 |
| AVBWU286 | RK3412 |
| AVBWU309 | SP7655 |
| AVBWU310 | SP8148 |
| AVBWU314 | SP9802 |
| AVBWU325 | SW1707 |
| AVBWU419 | TN3992 |
| AVBWU422 | TN9652 |
| E5T5     | TH2110 |
| E5T10    | TH9318 |
| E5T15    | TJ5721 |

## 行車路線

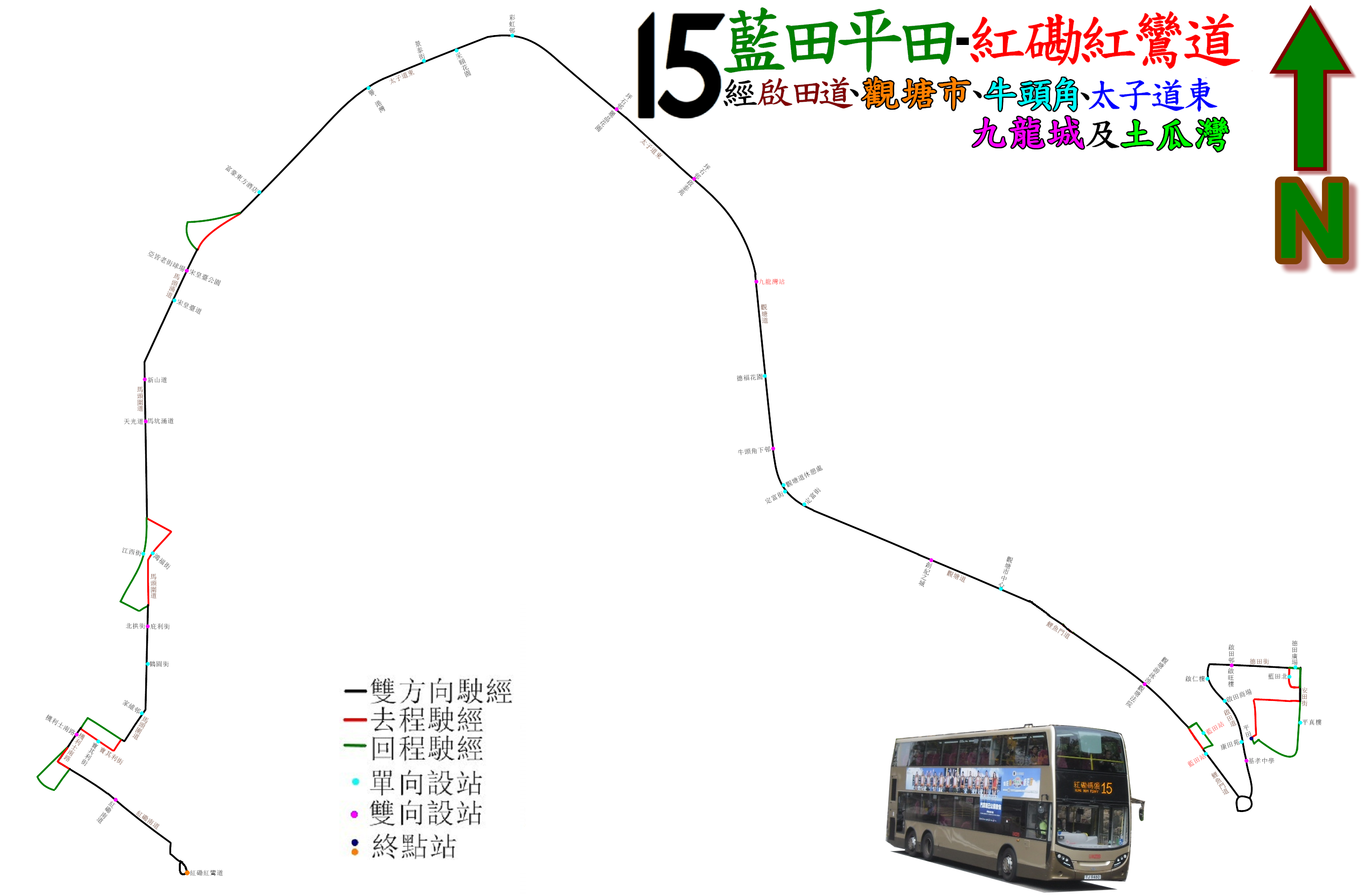
15路的走線圖

平田開經：安田街、平田街、安田街、藍田（北）巴士總站、德田街、啟田道、鯉魚門道、觀塘道、觀塘道隧道、觀塘道、太子道東、太子道西、馬頭涌道、馬頭圍道、浙江街、土瓜灣道、馬頭圍道、蕪湖街、大沽街、寶其利街、機利士南路、紅磡南道、隧道及紅鸞道。 
紅磡（紅鸞道）開經：紅鸞道、隧道、紅磡南道、紅菱街、暢通道、機利士南路、蕪湖街、馬頭圍道、新柳街、漆咸道北、馬頭圍道、馬頭涌道、太子道西、太子道東、觀塘道、觀塘道隧道、觀塘道、鯉魚門道、藍田公共運輸交匯處、鯉魚門道、啟田道、德田街及安田街。

### 沿線車站
| 平田開 | 平田開                         | 平田開                       | 紅磡（紅鸞道）開 | 紅磡（紅鸞道）開                   | 紅磡（紅鸞道）開             |
| 序號   | 車站名稱                       | 位置                         | 序號             | 車站名稱                           | 位置                         |
| ------ | ------------------------------ | ---------------------------- | ---------------- | ---------------------------------- | ---------------------------- |
| 1      | 平田巴士總站                   | 平田公共運輸交匯處           | 1                | 紅磡（紅鸞道）巴士總站（紅磡碼頭） | 紅磡（紅鸞道）公共運輸交匯處 |
| 2      | 藍田（北）                     | 藍田（北）巴士總站           | 2                | 紅磡南道                           | 紅磡南道                     |
| 3      | 啟田邨啟旺樓                   | 德田街                       | 3                | 機利士南路                         | 機利士南路                   |
| 4      | 啟田商場                       | 啟田道                       | 4                | 家維邨                             | 馬頭圍道                     |
| 5      | 基孝中學                       | 啟田道                       | 5                | 北拱街                             | 馬頭圍道                     |
| 6      | 藍田站                         | 鯉魚門道                     | 6                | 江西街                             | 馬頭圍道                     |
| 7      | 觀塘法院（F3）                 | 鯉魚門道                     | 7                | 上鄉道                             | 馬頭圍道                     |
| 8      | 觀塘轉車站－創紀之城（B10）    | 觀塘道                       | 8                | 新山道                             | 馬頭圍道                     |
| 9      | 定富街                         | 觀塘道                       | 9                | 亞皆老街球場                       | 馬頭涌道                     |
| 10     | 牛頭角下邨                     | 觀塘道                       | 10               | 九龍城轉車站－富豪東方酒店（A7）   | 太子道東                     |
| 11     | 德福花園                       | 觀塘道                       | 11               | 景泰街                             | 太子道東                     |
| 12     | 九龍灣站                       | 觀塘道                       | 12               | 彩虹邨                             | 太子道東                     |
| 13     | 啟泰苑                         | 觀塘道                       | 13               | 坪石邨                             | 太子道東                     |
| 14     | 麗晶花園                       | 太子道東                     | 14               | 啟業邨                             | 觀塘道                       |
| 15     | 采頤花園                       | 太子道東                     | 15               | 九龍灣站（東九文化中心）           | 觀塘道                       |
| 16     | 譽·港灣                        | 太子道東                     | 16               | 牛頭角下邨                         | 觀塘道                       |
| 17     | 九龍城轉車站－宋皇臺公園（C1） | 馬頭涌道                     | 17               | 觀塘道休憩處                       | 觀塘道                       |
| 18     | 宋皇臺道                       | 馬頭涌道                     | 18               | 創紀之城（U5）                     | 觀塘道                       |
| 19     | 新山道                         | 馬頭圍道                     | 19               | 觀塘轉車站－觀塘市中心（T5）       | 觀塘道                       |
| 20     | 土瓜灣街市                     | 馬頭圍道                     | 20               | 觀塘游泳池（R2）                   | 鯉魚門道                     |
| 21     | 鴻福街                         | 土瓜灣道                     | 21               | 藍田站                             | 藍田公共運輸交匯處           |
| 22     | 庇利街                         | 馬頭圍道                     | 22               | 基孝中學                           | 啟田道                       |
| 23     | 鶴園街                         | 馬頭圍道                     | 23               | 康田苑                             | 啟田道                       |
| 24     | 寶其利街                       | 寶其利街                     | 24               | 啟田邨啟仁樓                       | 啟田道                       |
| 25     | 機利士南路                     | 機利士南路                   | 25               | 啟田邨                             | 德田街                       |
| 26     | 紅磡南道                       | 紅磡南道                     | 26               | 藍田綜合大樓                       | 德田街                       |
| 27     | 紅磡（紅鸞道）巴士總站         | 紅磡（紅鸞道）公共運輸交匯處 | 27               | 平田邨平真樓                       | 安田街                       |
|        |                                |                              | 28               | 平田巴士總站                       | 平田公共運輸交匯處           |

## 客量
15線提供來往觀塘及紅磡的流水服務，但與多條巴士及小巴路線重疊和收費又欠優勢，繁忙時間又有走線直接的九龍巴士15X線，分薄客源。

## 外部連結
- 九巴15線 （页面存档备份，存于）